# Tossalet del Pletiu (Comalesbienes)
El Tossalet del Pletiu és una petita muntanya que es troba en el terme municipal de la Vall de Boí, a la comarca de l'Alta Ribagorça, i dins del Parc Nacional d'Aigüestortes i Estany de Sant Maurici.
El tossal, de 2.626'2 metres, s'alça a l'entrada del circ de la Vall de Comalesbienes, al nord-nord-oest del Pic de la Pala Gespasera i a l'oest del més meridional dels Estanys de Comalesbienes.

## Rutes[2]
El punt d'inici d'aquest camí es troba al costat del barratge que tanca l'accés per carretera a la Presa de Cavallers, uns 400 metres abans d'arribar-hi, a 1.743 metres d'altitud. La ruta puja direcció est pel Barranc de Comalesbienes fins a trobar el primer estanyet, a (2.573 m), on es creua a gual el barranc i es va a buscar el tossalet direcció sus-sud-oest.